# Chris Zylka
Chris Zylka, all'anagrafe Christopher Michael Settlemire (Warren, 9 maggio 1985), è un attore e modello statunitense.

## Biografia
Debutta nel 2008 in un episodio di 90210 e da quel momento partecipa a numerose serie televisive come Tutti odiano Chris, Hannah Montana, Cougar Town e 10 cose che odio di te. Nel 2009 partecipa al film The People I've Slept With e nel 2010 è uno dei protagonisti del film Kaboom.
Nel 2011 entra nel cast della serie televisiva della CW The Secret Circle interpretando Jake Armstrong.
Sempre nel 2011 partecipa al reboot The Amazing Spider-Man interpretando la parte di Flash Thompson, bulletto che infastidisce Peter Parker per poi diventarne amico.

## Filmografia

### Cinema
- The People I've Slept With, regia di Quentin Lee (2009)
- Kaboom, regia di Gregg Araki (2010)
- Shark Night - Il lago del terrore (Shark Night 3D), regia di David R. Ellis (2011)
- Piranha 3DD, regia di John Gulager (2012)
- The Amazing Spider-Man, regia di Marc Webb (2012)
- Bare, regia di Natalie Leite (2015)
- Dixieland, regia di Hank Bedford (2015)
- Scherzi della natura (Freaks of Nature), regia di Robbie Pickering (2015)
- Welcome to Willits, regia di Trevor Ryan (2016)
- La scelta (Novitiate), regia di Maggie Betts (2017)
- La mia vita con John F. Donovan (The Death and Life of John F. Donovan), regia di Xavier Dolan (2018)

### Televisione
- Tutti odiano Chris (Everybody Hates Chris) – serie TV, episodi 4x01-4x08-4x09 (2008)
- 90210 – serie TV, episodi 1x10-5x11 (2008-2013)
- Hannah Montana – serie TV, episodi 3x11-3x14 (2009)
- Cougar Town – serie TV, episodio 1x01 (2009)
- My Super Psycho Sweet 16, regia di Jacob Gentry - film TV (2009)
- 10 cose che odio di te (10 Things I Hate About You) – serie TV, 16 episodi (2009-2010)
- Zeke e Luther – serie TV, episodi 1x14-2x07-2x18 (2009-2010)
- My Super Psycho Sweet 16 2, regia di Jacob Gentry - film TV (2010)
- Teen Spirit - Un ballo per il paradiso (Teen Spirit), regia di Gil Junger (2011) - film TV
- The Secret Circle – serie TV, 17 episodi (2011-2012)
- My Super Psycho Sweet 16 3, regia di Jacob Gentry (2012) - film TV - non accreditato
- Twisted – serie TV, 4 episodi (2013)
- The Leftovers - Svaniti nel nulla (The Leftovers) – serie TV, 13 episodi (2014-2017)
- I Killed My BFF, regia di Seth Jarrett (2015) - film TV
- Prova a sfidarmi (Dare Me) - serie TV, 8 episodi (2020)

## Doppiatori italiani
Nelle versioni in lingua italiana dei suoi lavori, Chris Zylka è stato doppiato da:
- Gabriele Lopez in 10 cose che odio di te, My Super Psycho Sweet 16, My Super Psycho Sweet 16 2, My Super Psycho Sweet 16 3
- Stefano Crescentini in 90210, Hannah Montana
- Daniele Raffaeli in Cougar Town, Prova a sfidarmi
- Marco Vivio in The Secret Circle, Twisted
- Andrea Mete in Kaboom, Shark Night
- Fabrizio De Flaviis in The Amazing Spider-Man, La mia vita con John F. Donovan
- Federico Zanandrea in Piranha 3DD
- Luca Mannocci in The Leftovers - Svaniti nel nulla